# Luis Rodas
Luis René Rodas Medina (Tegucigalpa, 3 gennaio 1985) è un calciatore honduregno, attaccante del Deportivo Mictlán.

## Carriera

### Club
Inizia la sua carriera calcistica nel Motagua. Gioca il resto della sua carriera in club guatemaltechi. Attualmente milita nel Mictlán.

### Nazionale
Nel 2007 esordisce con la nazionale honduregna, contro El Salvador.

L'anno dopo gioca le Olimpiadi di Pechino, dove scende in campo due volte.